# Таммісте (Елва)
Та́ммісте (ест. Tammiste küla) — село в Естонії, у волості Елва повіту Тартумаа.

## Населення
Чисельність населення на 31 грудня 2011 року становила 114 осіб.

## Географія
Через населений пункт проходить автошлях 22171 (Калме — Таммісте — Теедла).

## Історія
До 24 жовтня 2017 року село входило до складу волості Ринґу.